# Зеггебрух
Зеггебрух (нім. Seggebruch) — громада в Німеччині, розташована в землі Нижня Саксонія. Входить до складу району Шаумбург. Складова частина об'єднання громад Нінштедт.
Площа — 7,49 км2. Населення становить 1683 ос. (станом на 31 грудня 2021).